# Gyúró, Fejér
Gyúró  este un sat în districtul Martonvásár, județul Fejér, Ungaria, având o populație de 1.227 de locuitori (2011). 

## Demografie
Componența etnică a satului Gyúró
     Maghiari (97,11%)
     Necunoscut (0,96%)
     Alții (1,93%)
Componența confesională a satului Gyúró
     Romano-catolici (29,58%)
     Luterani (20,78%)
     Reformați (20,46%)
     Fără religie (9,86%)
     Necunoscută (18,26%)
     Alte religii (2,44%)
Conform recensământului din 2011, satul Gyúró avea 1.227 de locuitori. Din punct de vedere etnic, majoritatea locuitorilor (97,11%) erau maghiari. Apartenența etnică nu este cunoscută în cazul a 0,96% din locuitori. Nu există o religie majoritară, locuitorii fiind romano-catolici (29,58%), luterani (20,78%), reformați (20,46%) și persoane fără religie (9,86%). Pentru 18,26% din locuitori nu este cunoscută apartenența confesională.